# Léh
Léh là một thị trấn thuộc hạt Borsod-Abaúj-Zemplén, Hungary. Thị trấn này có diện tích 8,45 km², dân số năm 2010 là 470 người, mật độ 56 người/km².